# به ترتیب خروج از صحنه
به ترتیب خروج از صحنه (به انگلیسی: In Order of Disappearance) یک فیلم اکشن دلهره‌آور از سینمای نروژ است که اوایل ۲۰۱۴ منتشر شد. از بازیگران آن می‌توان به استلان اسکاشگورد، کریستوفر هیویو، برونو گانتس، سرگی ترایفانوویچ، و پتر اندرسون اشاره کرد.

## داستان
نیلز (استلان اسکاشگورد) یک راننده ماشین برف روب ساکن در یک روستای دور از شهر، در نروژ است، پسر او به دلیل اُوِردُز هروئین فوت کرد، او مطمئن بود که پسرش معتاد نیست ولی نمی‌دانست چه اتفاقی افتاده‌است، با سعی و تلاش فراوان توانست بفهمد باند مواد مخدر محلی پشت این جنایت است، در تلاش برای دست‌یابی به رئیس این باند، اتفاقات عجیب و غیرمنتظره‌ای رخ می‌دهد و ...

## پخش در ایران
این فیلم اولین بار با دوبله پارسی توسط امور دوبلاژ سیما از شبکه چهار صدا و سیما در نوروز ۱۳۹۶ پخش شد.
عوامل دوبلاژ
- ناصر نظامی - نیلز
- نصرالله مدقالچی - برادر بزرگ نیلز
- مینو غزنوی - ماریت (بریگیته هیورت سورنسن)
- شایان شامبیاتی - پاپا (برونو گانتس)
- مهوش افشاریه
- کسری کیانی

## بازسازی
شرکت فیلم‌سازی فرانسوی استودیوکانال و تهیه کننده مایکل شمبرگ در حال تولید یک بازسازی انگلیسی زبان با کارگردان اصلی فیلم و با بازی لیام نیسون تحت عنوان "پودر سخت" هستند.
عنوان این فیم در ابتدا پودر سخت بود ولی بعداً به تعقیب سرد تغیر یافت.